# 오이스쿠스

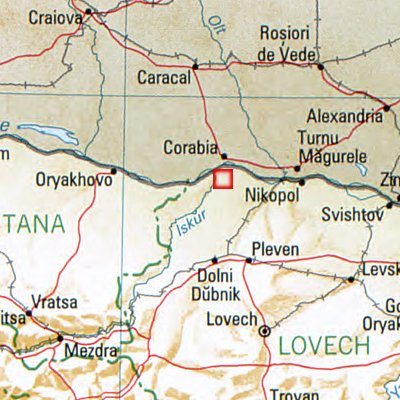
지역 지도

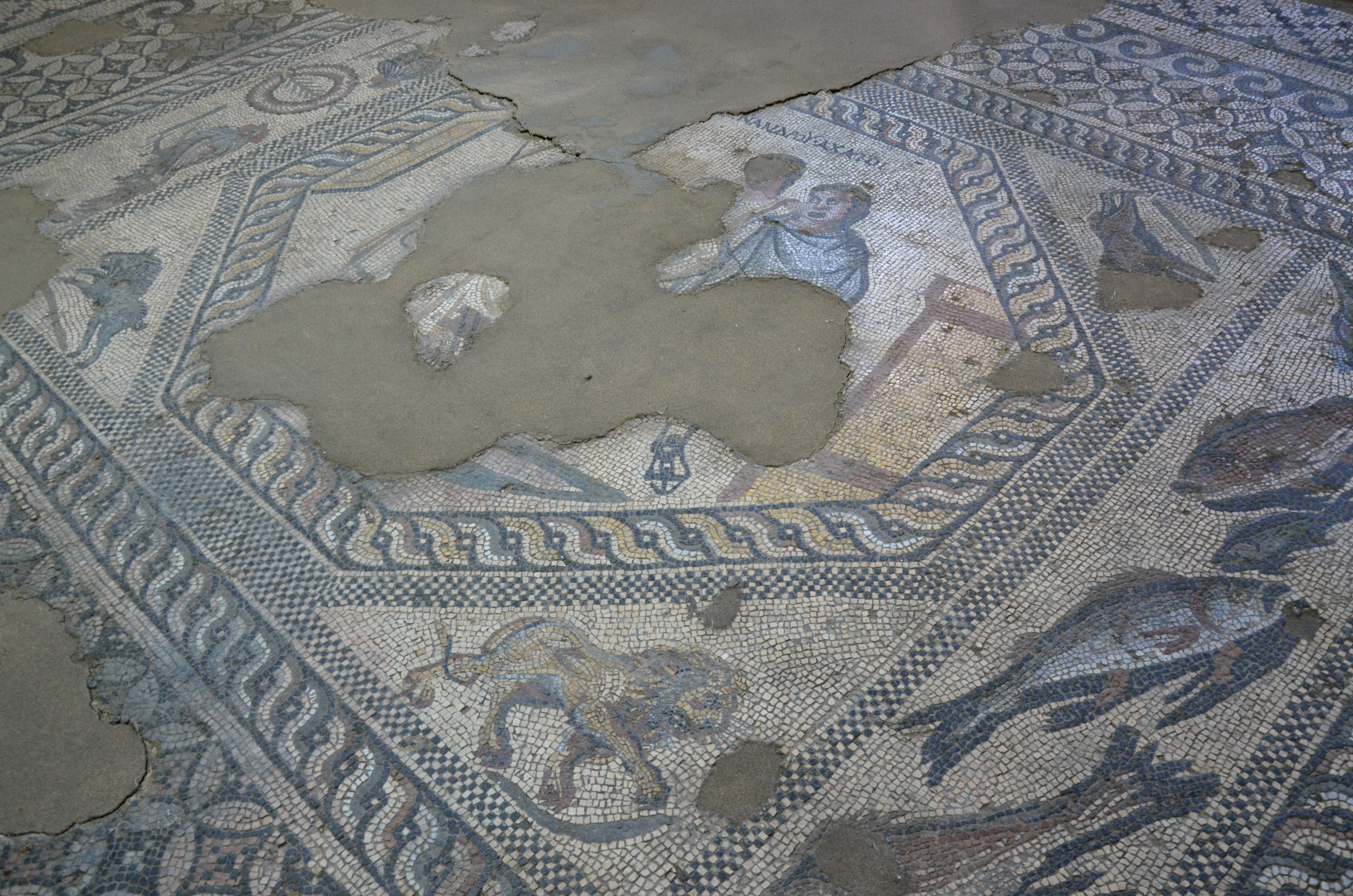
울피아 오이스쿠스의 포르투나 신전에서 발견된 모자이크인 "메난드로스의 아카이아인들"(플레벤 박물관 소장)

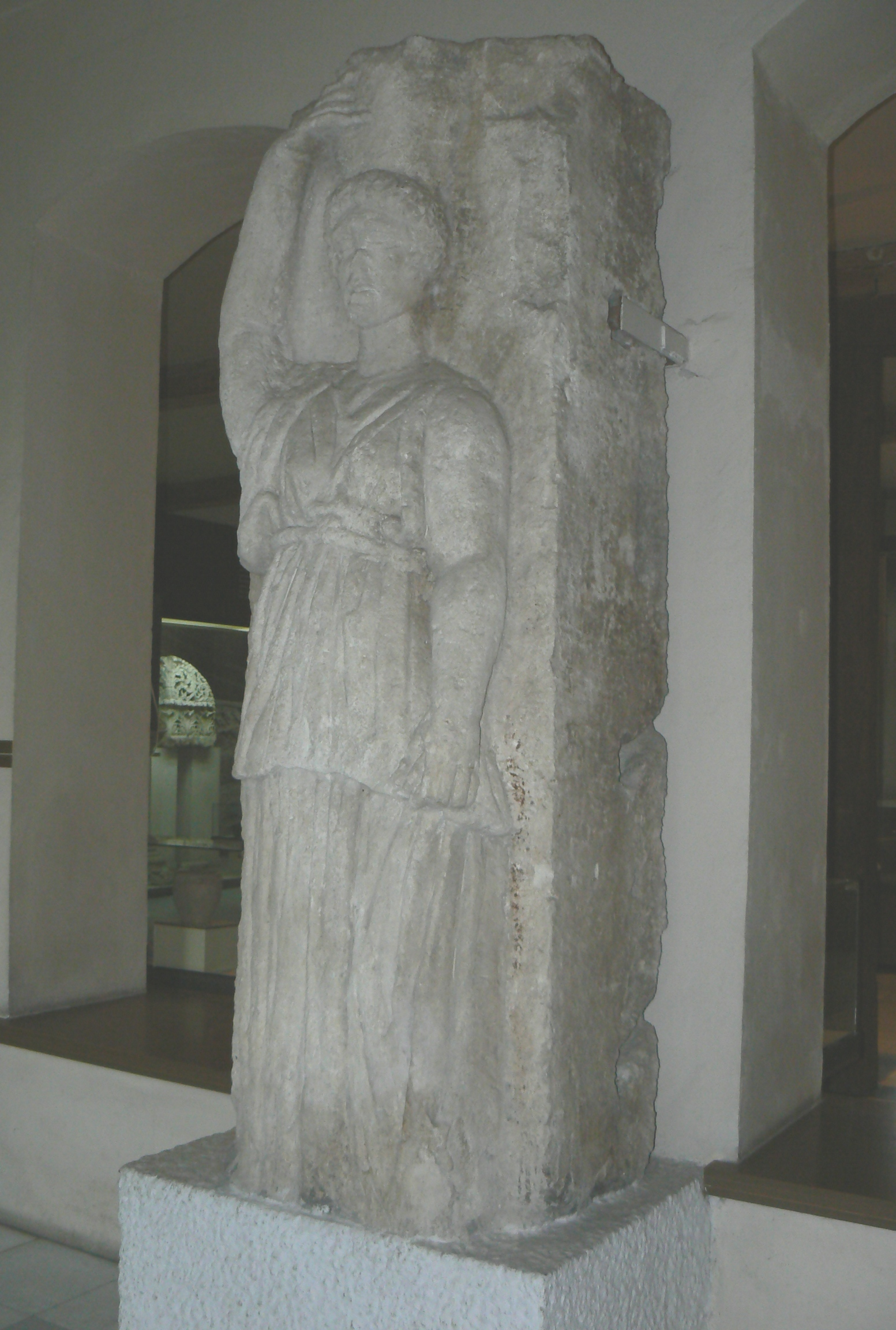
울피아 오이스쿠스의 카리아티드 (플레벤 역사 박물관)

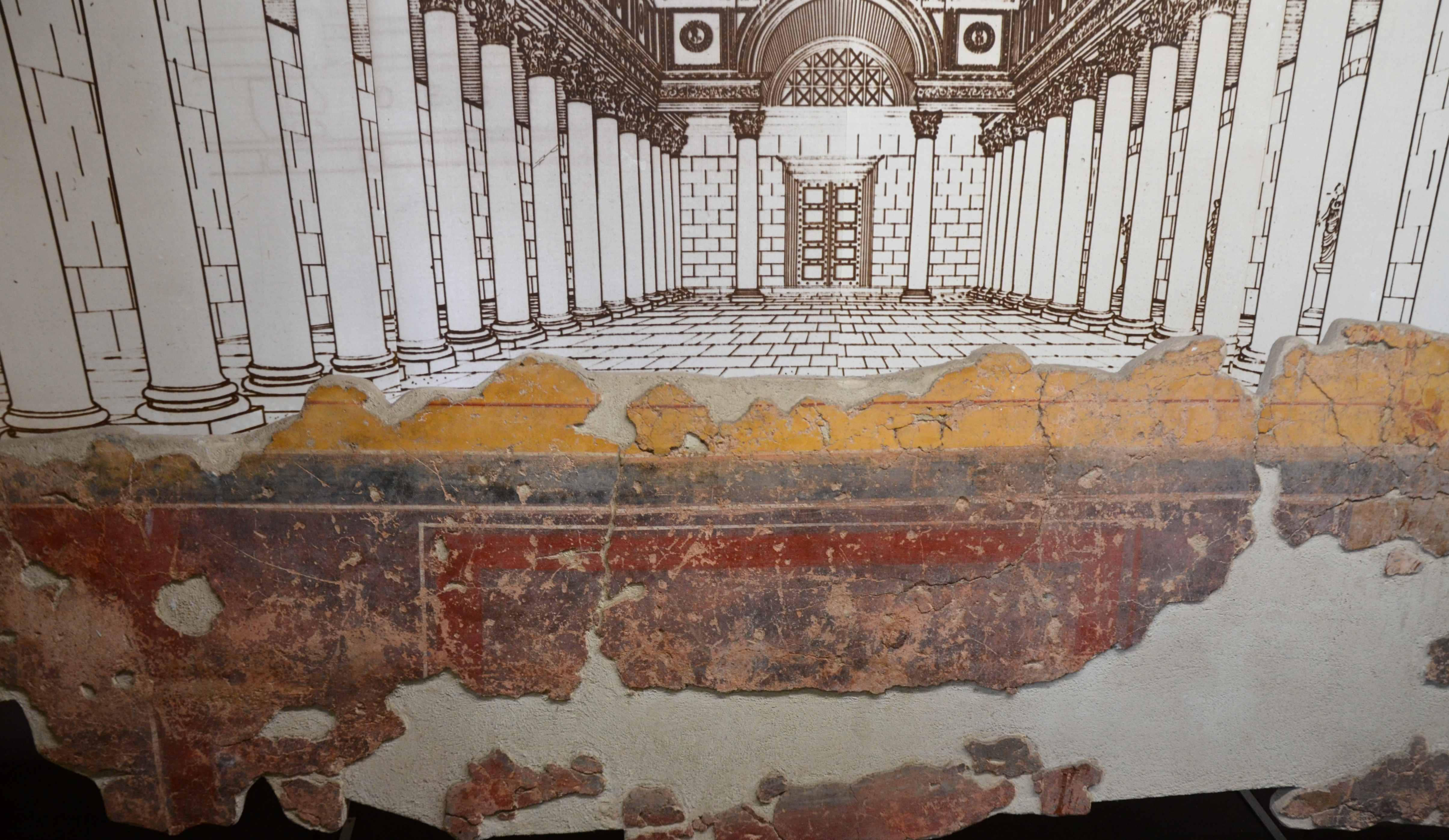
울피아 오이스쿠스의 민간 바실리카에서 나온 프레스코화 조각들(플레벤 박물관)

오이스쿠스(Oescus), 팔라티올론(Palatiolon) 또는 팔라티올룸(Palatiolum)(불가리아어: Улпия Ескус)은 고대 로마의 모이시아 속주에 있던 다뉴브강 인근의 중요한 고대 도시이다. 시간이 흘러 울피아 오이스쿠스(Ulpia Oescus)라고도 알려졌으며, 오늘날 불가리아 도시 플레벤에서 북서쪽에 있는 기겐이라는 마을 근처에 있다.
일시적으로 이곳은 다뉴브강 사이에 있는 가장 길고 유명한 석제 다리였던 콘스탄티누스 다리를 통해 고대 도시 수키다바(오늘날 루마니아의 코라비아)와 연결되어 있었다.
오이스쿠스는 어느 시점에는 도시 규모가 280,000 m2에 이르고 인구는 100,000명에 다다랐을 것으로 본다.
발굴이 일부 이뤄졌으며 발굴 작업이 계속 이뤄지고 있다.

## 어원
오이스쿠스라는 명칭은 오이스쿠스강(오늘날 이스커르강)에서 비롯했다. 이 지역 트라키아어 방언으로 ‘물’을 의미했을 것이다.

## 역사
그리스 지도학자 클라우디오스 프톨레마이오스(90-서기 168년)는 울피아 오이스쿠스를 오늘날 불가리아 북서쪽에 거주했던 독립적인 고대 부족인 트리발리족의 도시로 묘사했다.
로마 지배 시기에, 오이스쿠스는 다뉴브 리메스의 일부로서 중요한 군사 기지 및 군단 요새로서 기능을 띠기 시작했고, 인접한 취락들과 함께, 도시로 발전하였다. 이곳은 주요 세 개 도로를 통해서 로마 제국의 나머지 지역과 연결되었다:
1. 에그나티아 가도를 통한 다뉴브 지역 연결: 헤라클레아 린케스티스에서 케라미아이, 스토비, 아스티보스, 트라누파라, 파우탈리아, 아일레아, 세르디카, 오에스쿠스.[6]
2. 필리포폴리스에서 오이스쿠스: 필리포폴리스 ‐ 비아마타(보이냐고보‐"Gorni Stenici") – 수브 라디케(Hristo Danovo) – 몬템노(Beklemeto‐"Karcovija Buk") – 아드 라디케스(Beli Osăm/Kamen Most) – 소스트라(Lomec) – 멜타(로베치) – 도리오네스 – 스토르고시아(플레벤) – 아드 푸테아(리벤) – 오에스쿠스[6]
3. 다뉴브강을 통한 연결: 싱기두눔(베오그라드) – 비미나키움(Costolac) – 라티아리아 – 오이스쿠스 – 노바이(Steklen by Svistov) – 두로스토룸(실리스트라) – 다뉴브강 하구.[7]

로마의 마케도니카 제5군단이 서기 10년부터 101년까지 이곳에 있는 영구 기지를 간헐적으로 지켰다. 62년에 마케도니아 군단은 아르메니아에서 일어난 네로의 파르티아 전쟁에 참전하였고 이후 이 전쟁의 결전을 위해 동방으로 보내졌다. 66-67년에 일어난 유대-로마 전쟁에도 참전했다. 이집트 알렉산드리아에서 잠시 머문 뒤, 마케도니카 군단은 71년에 오이스쿠스로 복귀했다. 군단이 없는 동안, 오에스쿠스의 기지는 갈로룸 제4 기병 대대가 주둔했다. 다뉴브 방어선은 튼튼했을 때, 두 번째 군단이 (스키티카 제4군단) 서기 101년까지 이곳에 주둔했었다.
서기 106년과 112년 사이에 트라야누스는 오이스쿠스에 '콜로니아' 지위와 콜로니아 울피아 오이스켄시움(Colonia Ulpia Oescensium)이라는 새로운 이름을 부여받았다 ('울피아'는 트라야누스의 가운데 이름인 '울피우스'에서 유래). 마케도니카 제6군단과 이탈리카 제1군단의 퇴역병들은 고고학 조사에서 나타난 바에 따르면 이곳에 정착했을 수도 있다. 도시는 군단 요새의 위쪽에 세워졌다.
167년에 오이스쿠스는 로마인의 모든 권리를 부여받는등 유래없는 특권을 얻었다.
190–191년에 오이스쿠스는 도시의 수호신으로 지정된 포르투나 여신에 대한 신전을 지었다. 카피톨리움 3신(유피테르, 유노, 미네르바)의 신전 역시도 존재했다.
오이스쿠스의 경제는 보석류, 청동상, 청동 브로치, 그 외에 금속 제품, 그릇, 유리, 도자기(테라 시길라타, 붉은 슬립 도기 등), 금속 및 골제품 제작으로 이뤄졌다. 이곳은 이 지역 내에서 규모가 큰 조각품 공방들이 위치한 곳이기도 하였다.
271년 이후, 마케도니카 제5군단은 복귀하여, 제2의 오이스쿠스라는 두 번째 요새를 지었다. 송수로가 20km 거리에 떨어진 샘천에서 신선한 물을 전달하기 위해 지어졌고, 성벽이 침입자 및 다뉴브강의 범람을 막기 위해 지어졌다.
328년 7월 5일에 콘스탄티누스 1세 황제는 다뉴브강의 가장 크고 유명한 석제 다리인 콘스탄티누스 다리를 친히 개통하였다. 이 다리는 북쪽으로 오이스쿠스를 수키다바와 연결하였고, 길이는 2.5 km (강 위의 높이는 1.3 km)에 폭은 5.7 m이며, 고대 시대에 가장 큰 다리였다. 그러나, 다리는 겨우 대략 27년만이 사용되었으며, 355년에 야만인들의 침입 때 파괴되었다.
411년에, 훈족들은 오이스쿠스를 파괴하였고, 444년에 후니온(Hunion)이라는 이름의 훈족 취락으로서 이곳에 재청작을 시도하였다. 유스티니아누스 1세 황제는 오이스쿠스를 다뉴브 방어 체제의 요새로서 재건하려는 시도로써, 도시의 성벽을 재건하였지만, 이 모든 노력들은 585년 말과 586년 초에 아바르족들의 침입으로 중단되고 만다.

### 중세
오이스쿠스가 있던 곳에 불가리아인들의 마을이 10–14세기 동안 존재했다.

## 고고학
오이스쿠스는 가장 크고, 가장 지속적으로 연구가 된 다뉴브 이남의 고대 도시들 중 하나이다. 이곳에 대한 고고학 연구적인 발굴은 바츨라프 도브루스키가 1904년에 실시하였다.
군단 요새의 방어벽의 잔해를 여전히 볼 수 있으며, 동-북동쪽 (Pyasutsite와 Prez Livada) 지역은 퇴역병들의 금석학 기념물을 포함한 이 시기의 네크로폴리스의 존재에 대한 흔적들을 보이고 있다.
성벽으로 둘러싸였던 오이스쿠스는 부정확한 5각형 형태를 띠고 있으며, 초기 규모는 18 헥타르였다가 271년 이후로 10 헥타르가 동쪽으로 늘어났다.
1948년에, '아카이아인' (서기 3세기)으로 널리 알려진 모자이크가 발굴되었다. 이곳에서 발견된 많은 다른 유물들과 함께, 모자이크는 현재 플레벤 주립 역사 박물관에서 전시되고 있다. 포르투나 여신상같이, 이 지역에서 발굴된 다른 유물들은 소피아의 불가리아 국립 고고학 박물관에서도 전시 중이다.
동쪽에 확장된 제2 오이스쿠스 요새에 관한 고고학 조사에서 원수정 시대의 주택들 중에, 일부는 꽤나 거대했고 셉티미우스 세베루스 시기로 추정되는 모자이크들로 장식되어 있었음이 밝혀졌다.
오이스쿠스의 유적지는 안토니누스 및 세베루스 왕조 시기에 도시의 부를 나타낸다. 유적지에는 정문, 행정 시설들, 민간 바실리카, 공중 목욕탕 (테르메) 세 개, 우물, 완벽히 보존된 도로, 신전, 네크로폴리스, 방범용 성벽, 작업소, 포룸 등이 존재한다. 콘스탄티누스 다리 유적도 존재하지만, 다뉴브강 북쪽 기슭에서만 볼 수 있다.
이 지역에 대한 발굴이 계속 진행 중이며, 2020년에 아울라 레기아, 즉 대형 홀이 14종의 희귀한 다색의 대리석으로 정교하고 공을 들여 장식된 것으로 밝혀졌다. 4세기로 추정되는 이 건물의 건축 시기와 특징들은 이곳이 328년에 공식적인 다리 개통을 위한 콘스탄티누스의 방문을 위해 지어졌을지도 모름을 나타낸다.

## 유산
- 오이스쿠스섬: 남극에 있는 오이스쿠스섬은 오이스쿠스의 이름에서 붙여졌다.

## 이미지

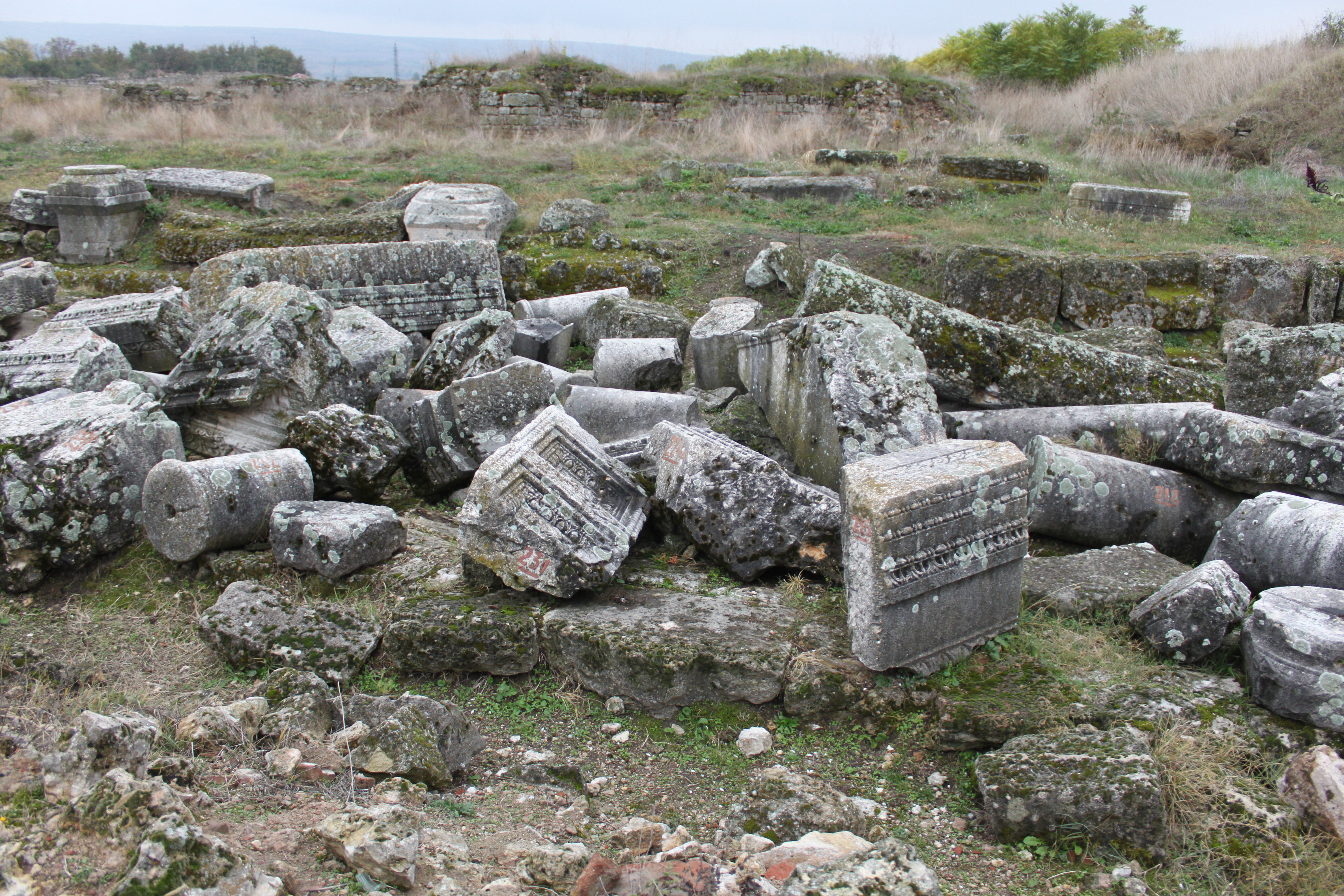
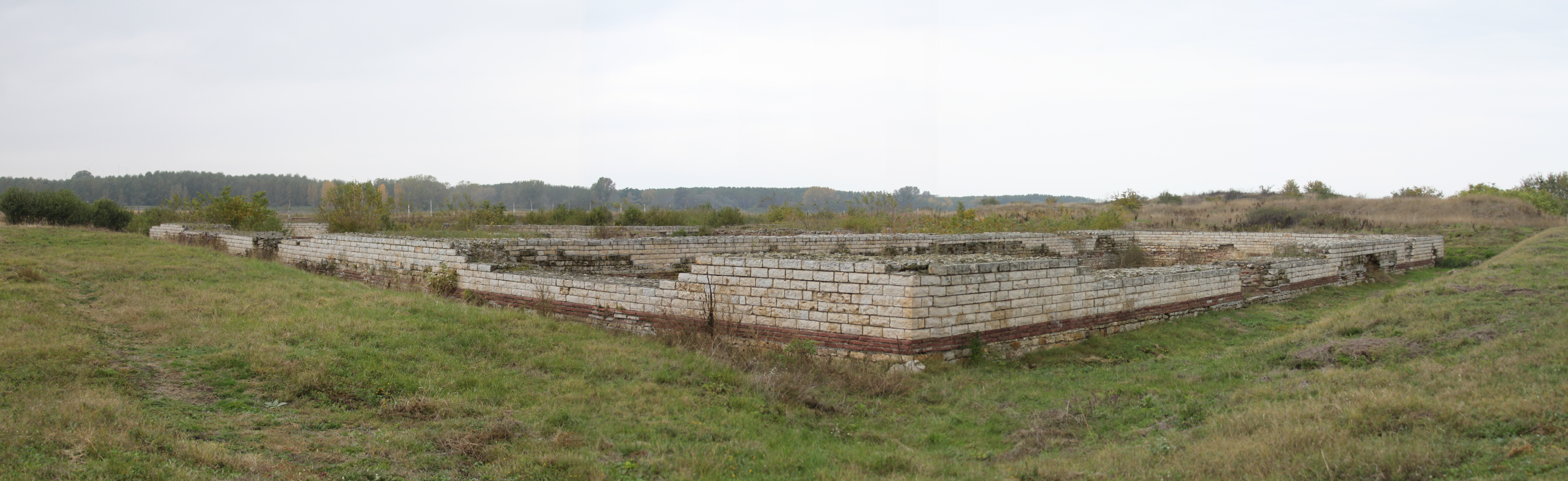
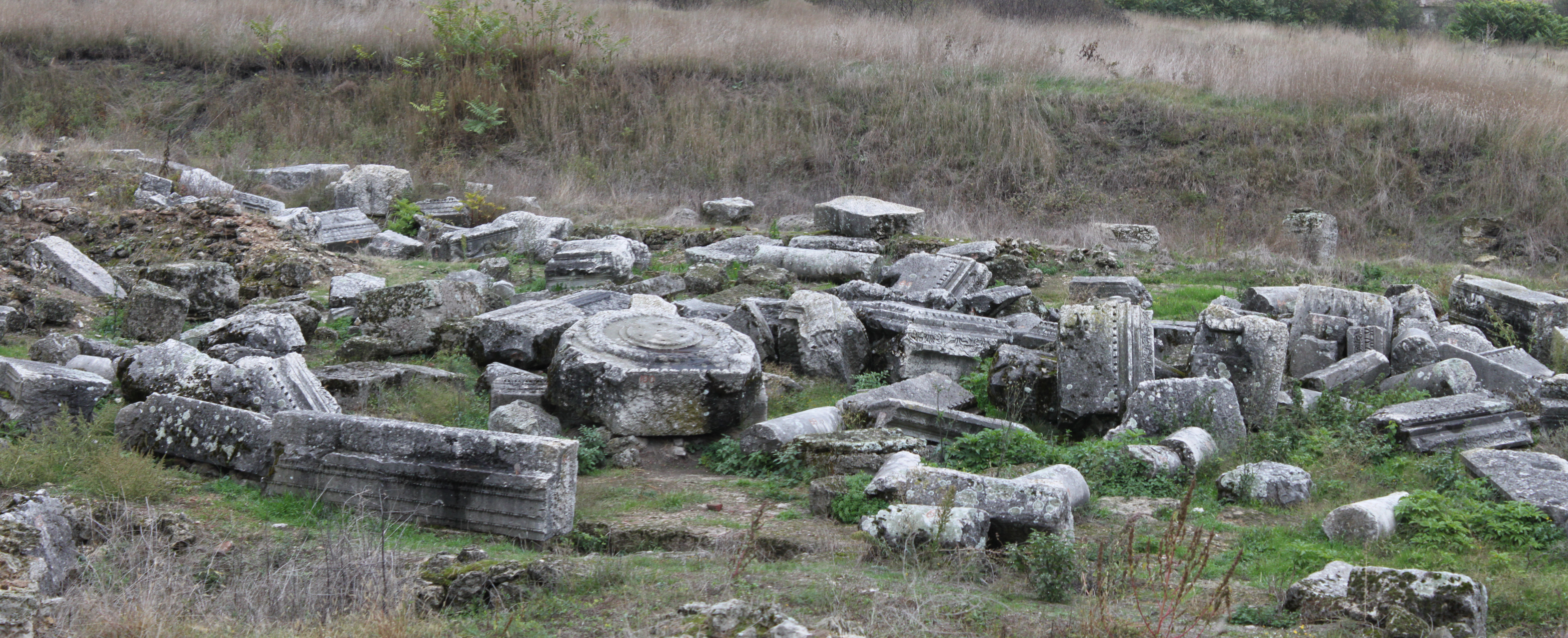
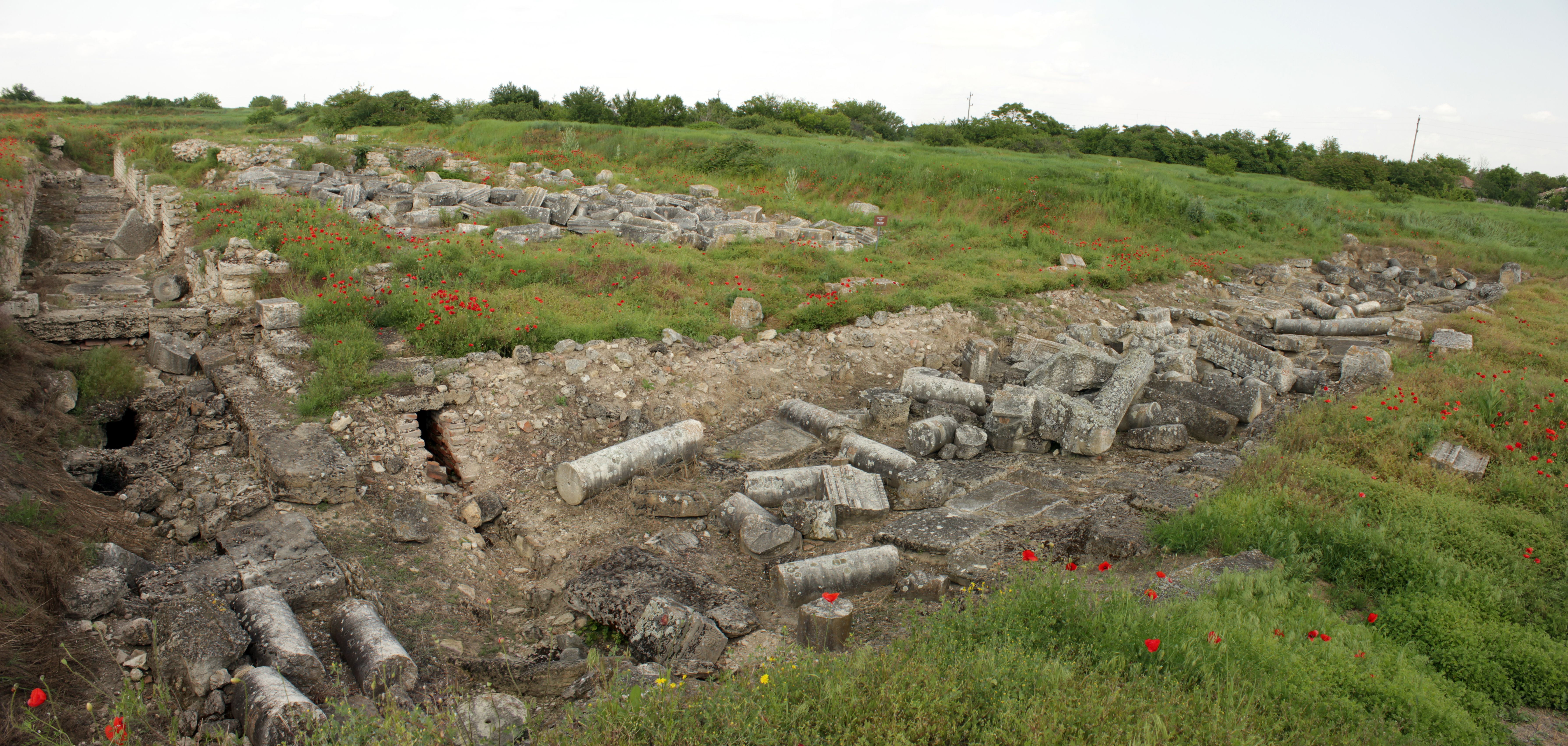
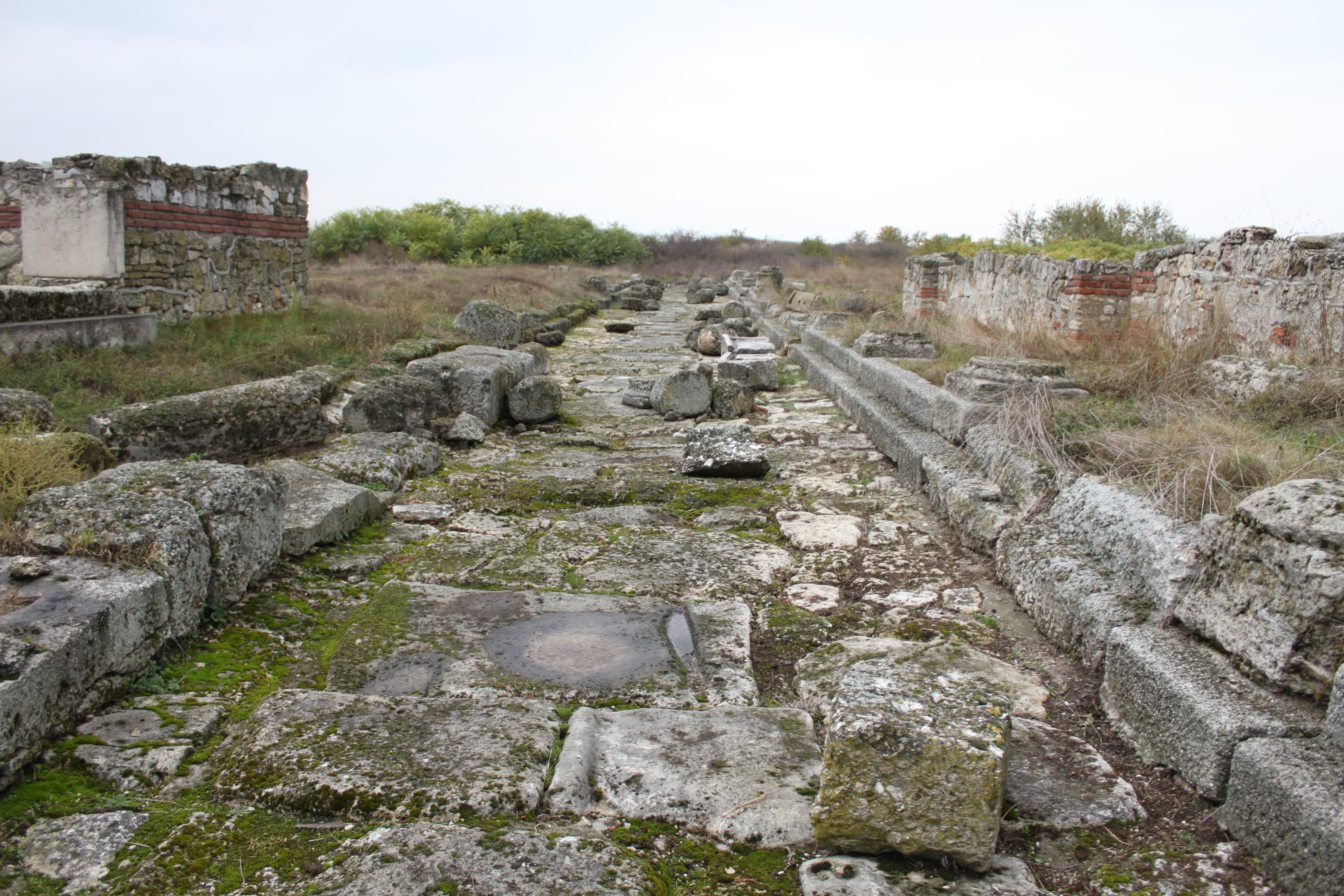
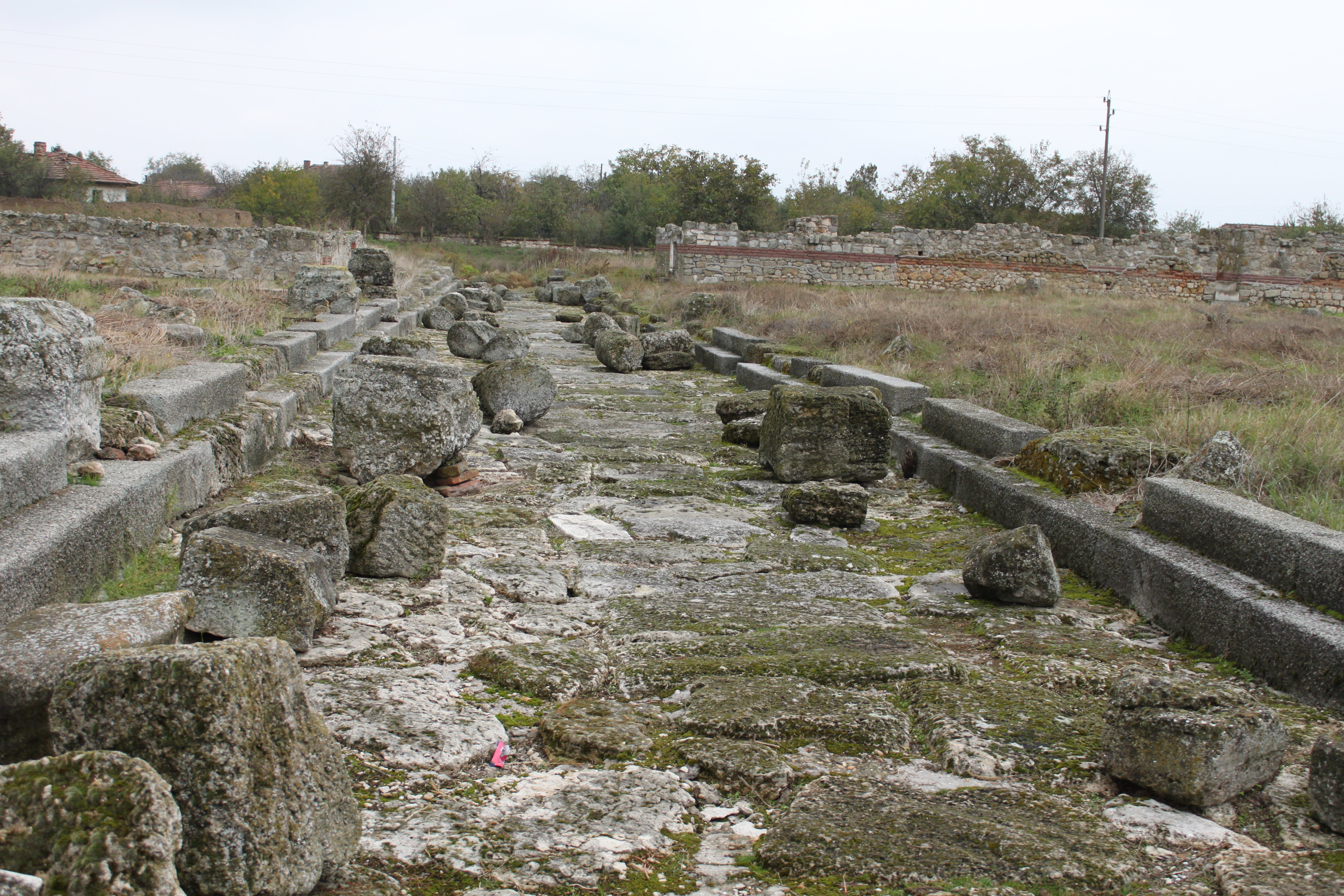
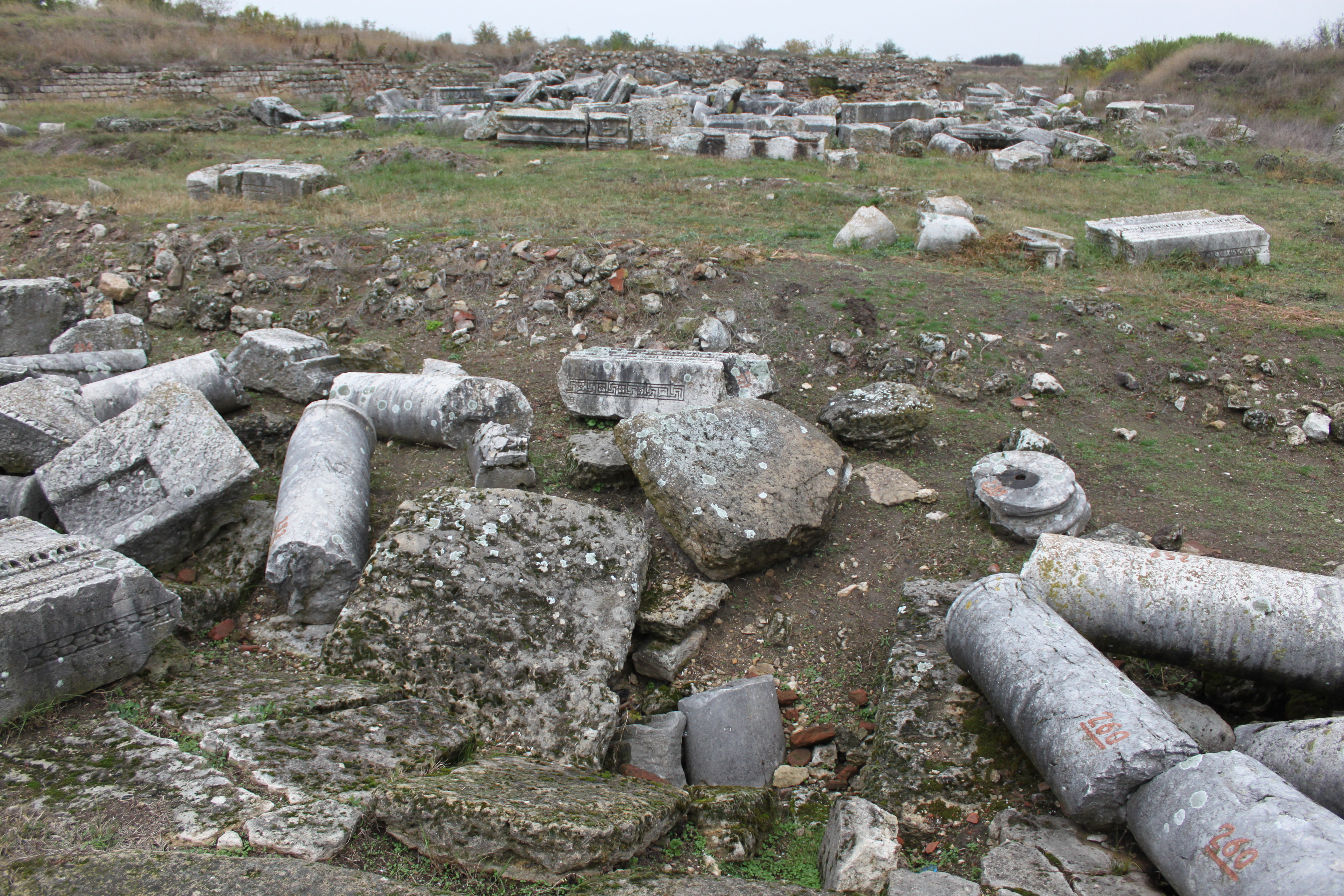
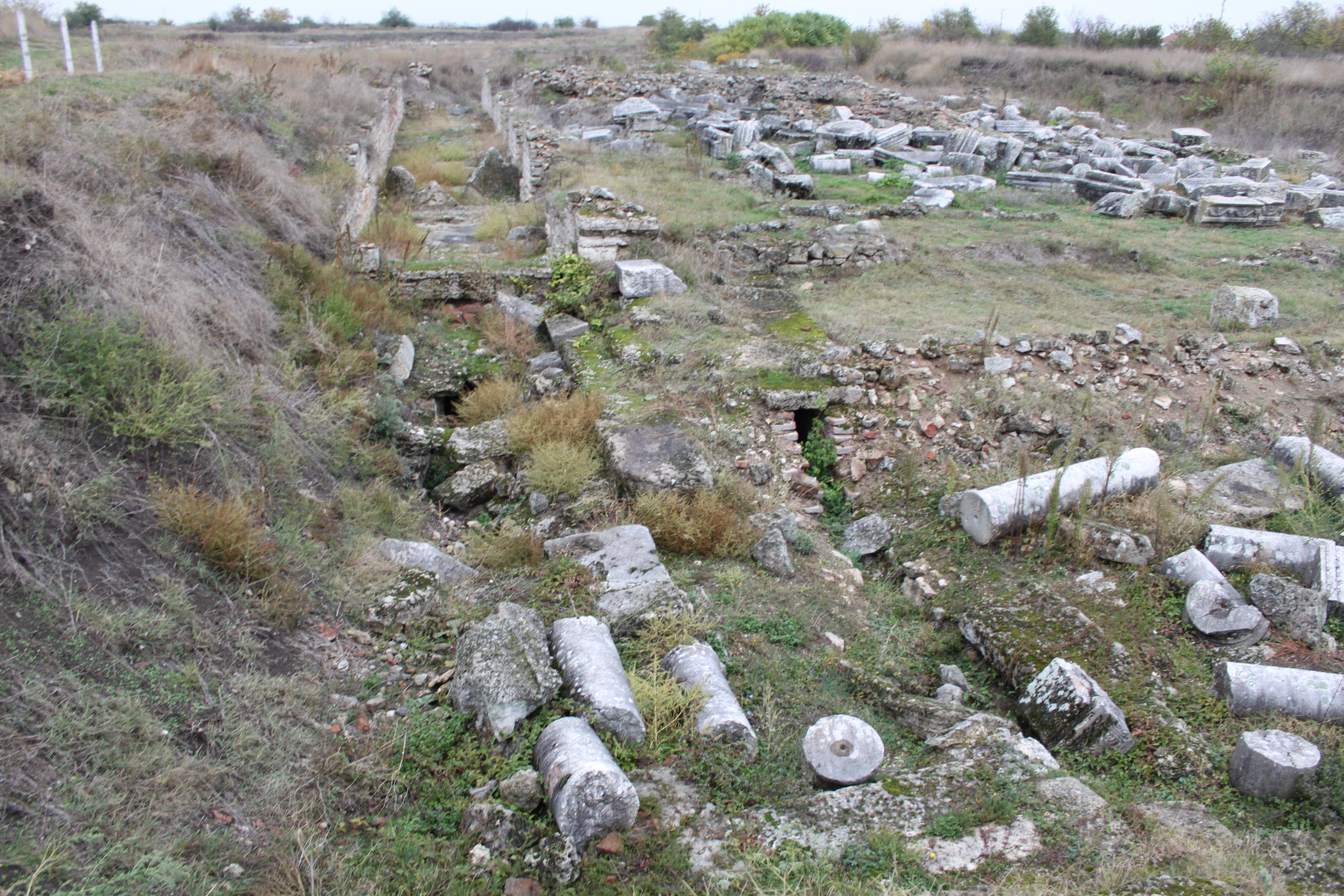
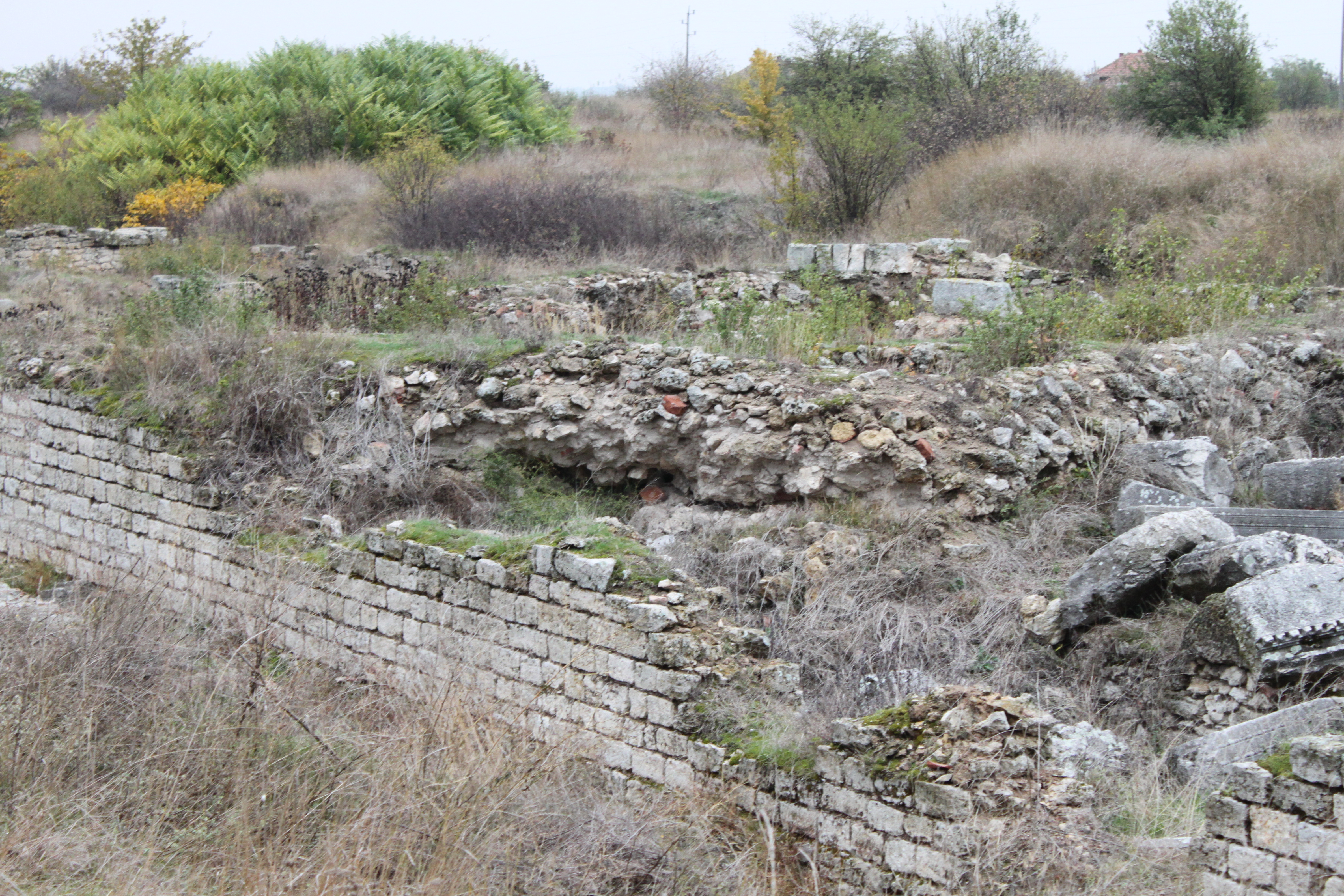
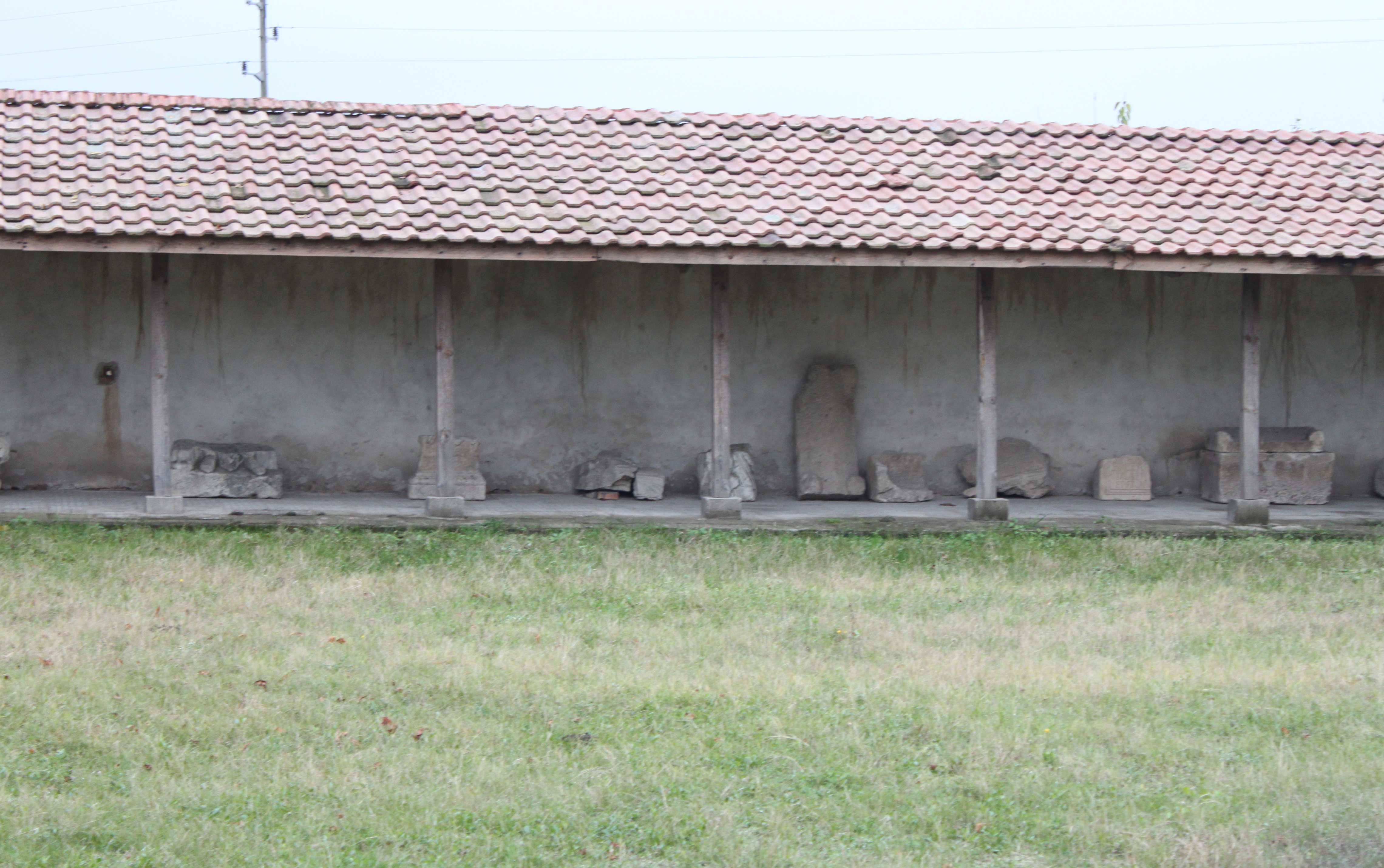

## 같이 보기
- 다키아
- 모이시아

### 고대
- 노티티아 디그니타툼 cca 395-413
- Anonymous (1-4th century AD). 《Tabula Peutingeriana》 (라틴어).
- Ptolemy, Claudius (ca. 140 AD). 《Geographia》 [Geography] (고대 그리스어). Sumptibus et typis Caroli Tauchnitii.

### 현대
- Olteanu, Sorin. “Linguae Thraco-Daco-Moesorum - Toponyms Section”. 《Linguae Thraco-Daco-Moesorum》 (루마니아어, 영어). 2011년 1월 3일에 원본 문서에서 보존된 문서. 2010년 1월 3일에 확인함.

## 참고 자료
- Brezeanu, Stelian (2004).  Dż˝erban Marin; Rudolf Dinu; Ion Bulei; Cristian Luca, 편집. “The Lower Danube Frontier During the 4th-7th Centuries. A Notionďż˝s Ambiguity”. 《Annuario》 (Bucharest: Istituto Romeno di cultura e ricerca umanistica) 5. 2009년 10월 27일에 원본 문서에서 보존된 문서. 2015년 10월 8일에 확인함.